# 揚海
揚海（英語：La Marina）為香港私人屋苑港島南岸的第二期，位於港島港鐵黃竹坑車廠上蓋，設有600伙住宅單位，於2023年5月入伙。

## 歷史
屋苑所在的黃竹坑車廠上蓋，前身為黃竹坑邨，於2009年拆卸。及後，政府決定將黃竹坑車廠的上蓋發展權批予港鐵公司，以補貼興建南港島綫的興建成本。
至2017年，港鐵正式就屋苑所在的黃竹坑車廠上蓋第二期招標，並於同年12月5日開標，由嘉里、信和合組財團投得發展權，補地價金額為約52.1億元。隨後，屋苑於2019年尾獲批動工。首批120伙折實一房入場費1,080萬元起，折實平均呎價30880元，平均呎價比晉環（第一期）高4％。該最平單位為第2座（2A）10樓E室，實用面積只有341平方呎，折實呎價31,669元。
屋苑於2021年6月尾正式命名為「揚海」，並在8月24日開始發售；截至同年9月中，屋苑已售出450伙，佔總數600伙的超過一半。按照原訂時間表，屋苑將於2023年8月尾竣工，但最後提前至同年5月開始入伙。

## 樓宇
屋苑設有2幢樓宇，提供開放式至4房單位，並設有29伙平台或頂層特色戶，面積由320至1901平方呎不等，頂層特色戶全部單位均附設天台。。其中第1座(1A)32樓A單位在2022年1月以1.39億售出，實用面積呎價為75216元。
| 樓宇座號 | 落成年份 | 住宅層數 | 標準樓層伙數 |
| -------- | -------- | -------- | ------------ |
| 1A、1B座 | 2023年   | 32層     | 11           |
| 2A、2B座 | 2023年   | 38層     | 12           |

## 設施
屋苑基座設有大概43,866平方呎的綠化空間及17,352平方呎的住客會所，設施包括戶外泳池、桌球室、健身室、兒童遊樂區、宴會廳和閱讀雅座等。而停車場設96個住宅停車位。基座設有24小時行人通道連接毗鄰的港島南岸3期商場。此外，屋苑部分區域為休憩花園，供港島南岸各期業戶使用。

## 圖片集

### 興建期間照片

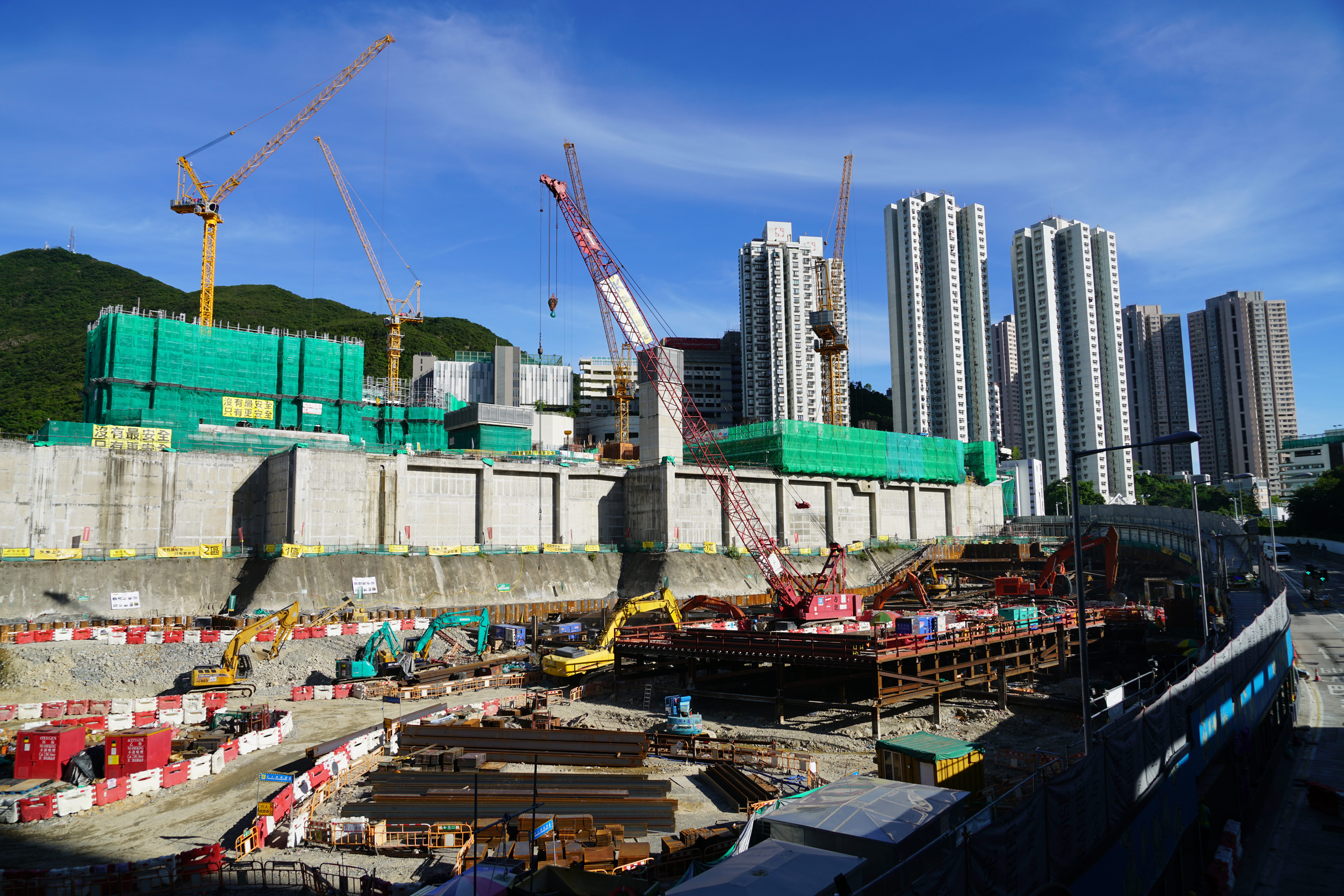
2020年6月興建中的港島南岸，遠處最右方天秤即為揚海
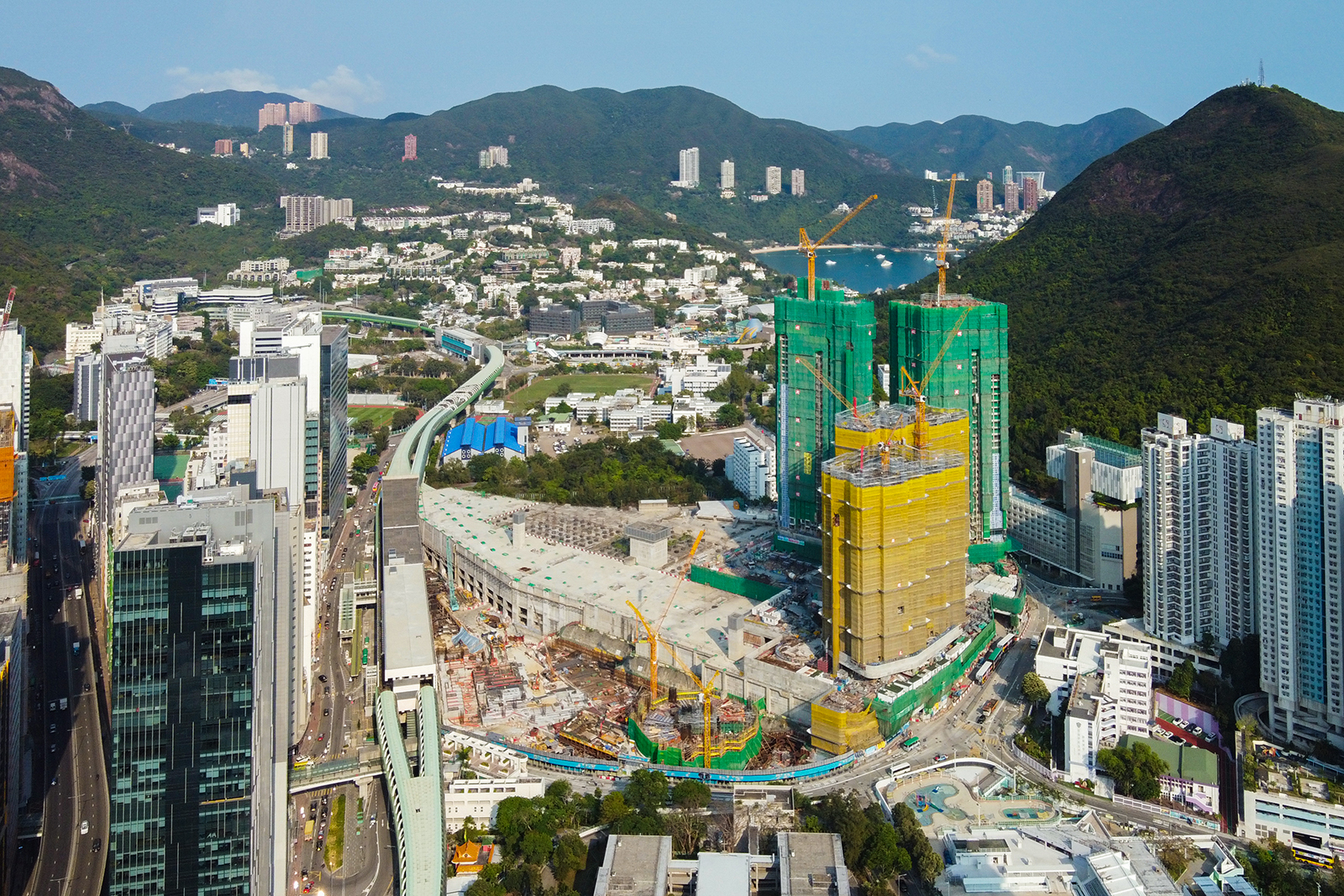
2021年3月興建中的港島南岸全貌，黃色防塵網覆蓋的是揚海
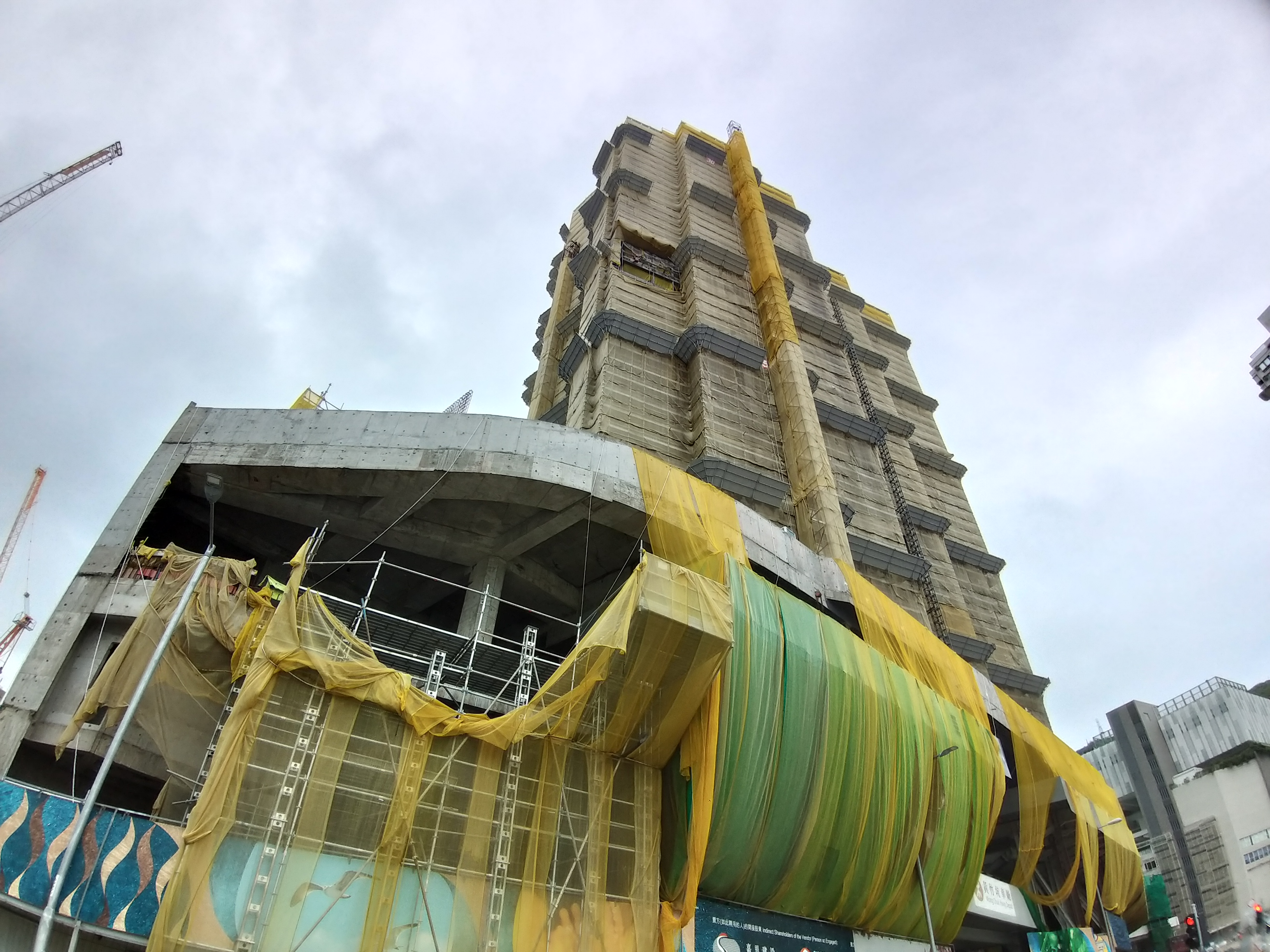
2021年6月
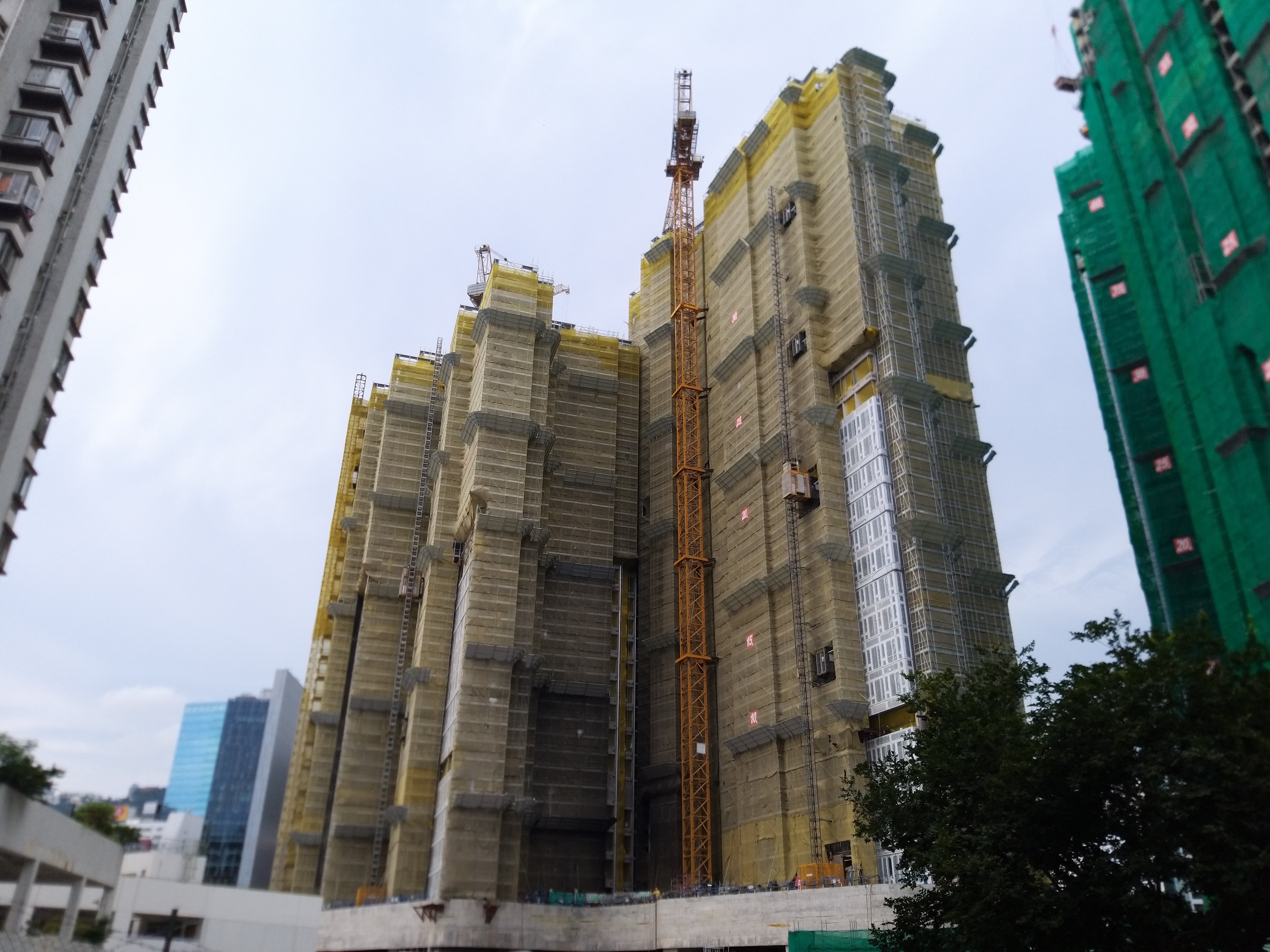
2021年8月
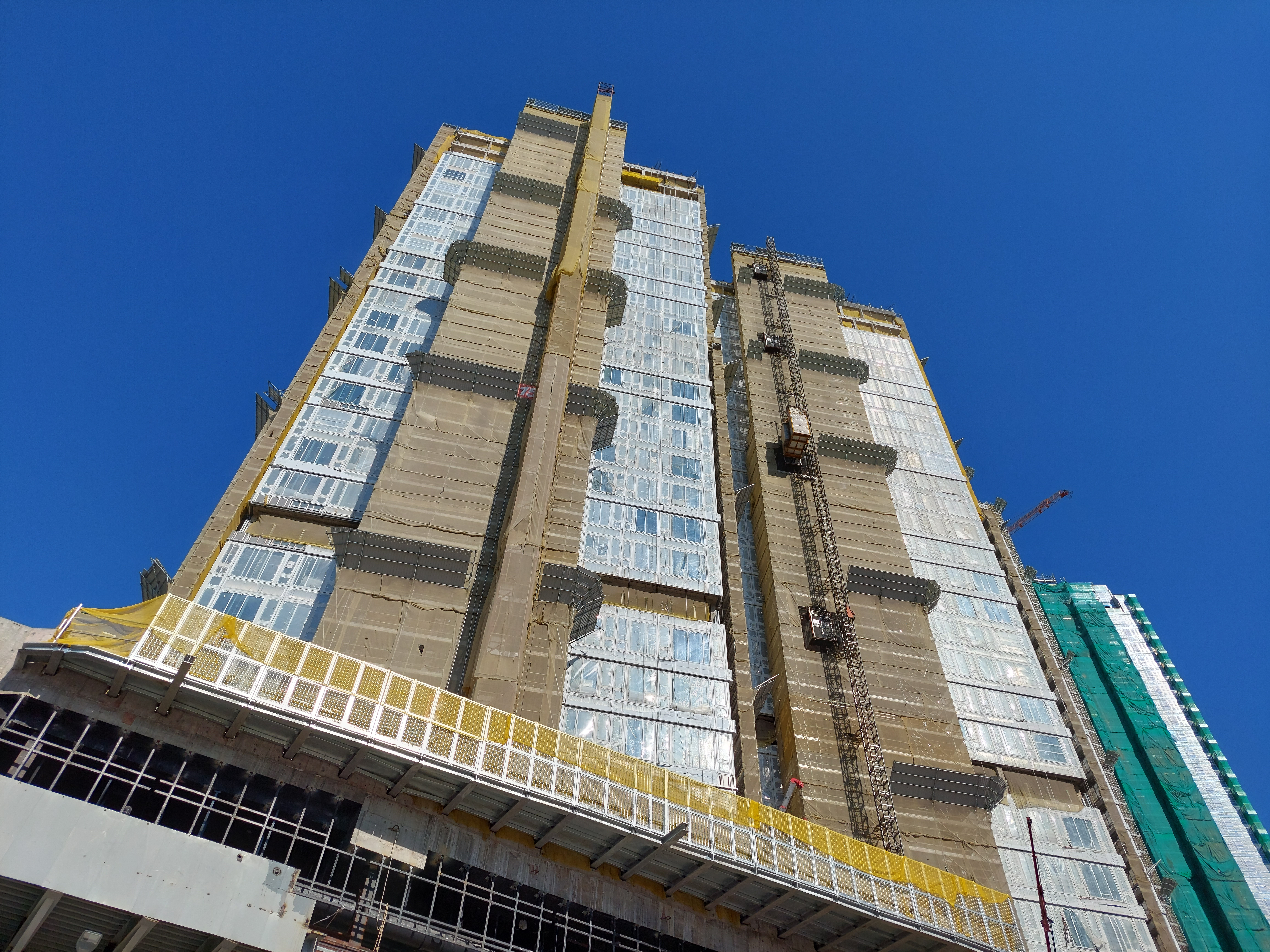
即將封頂，2021年11月
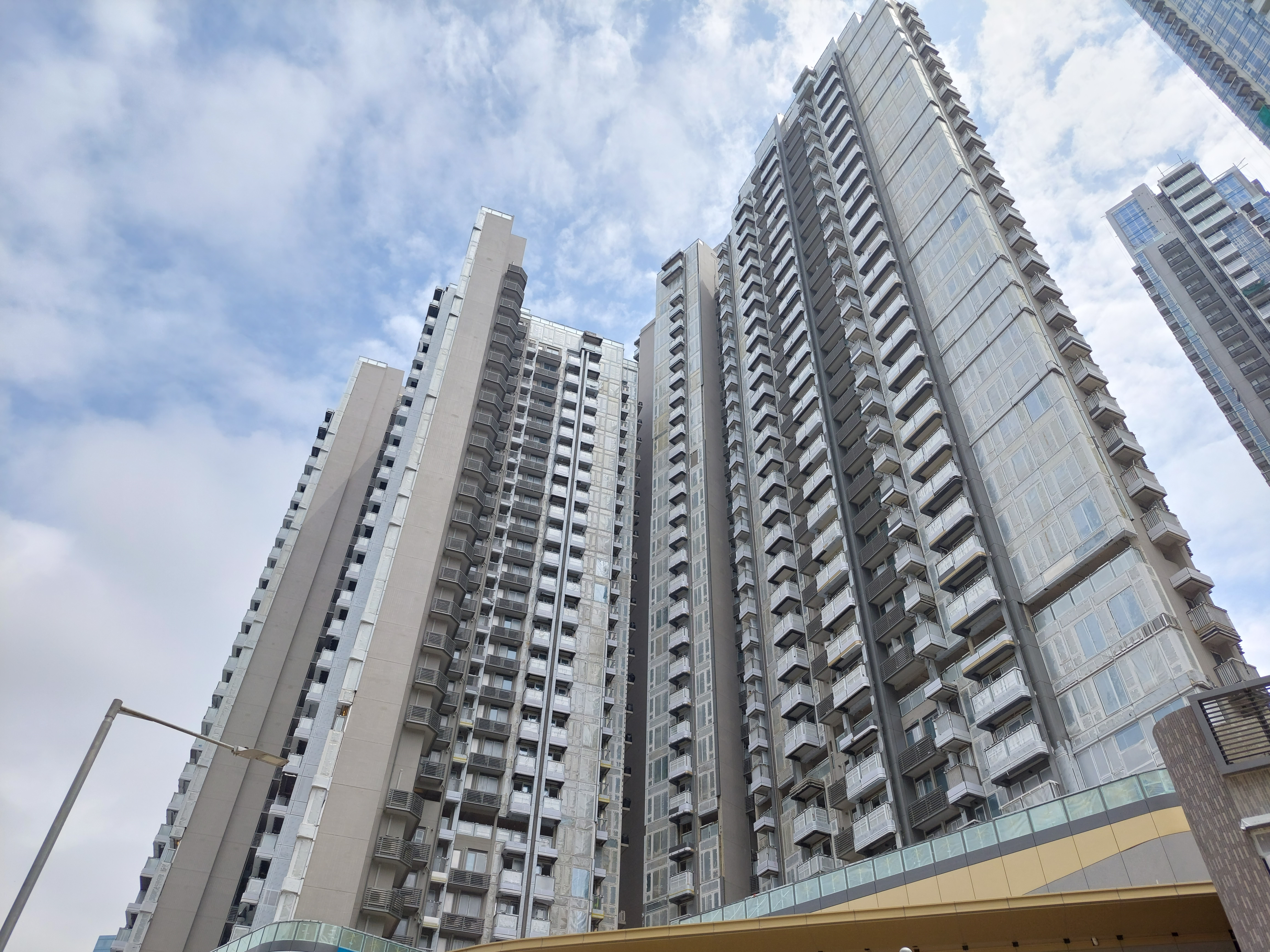
已拆棚，2022年5月

### 設施照片

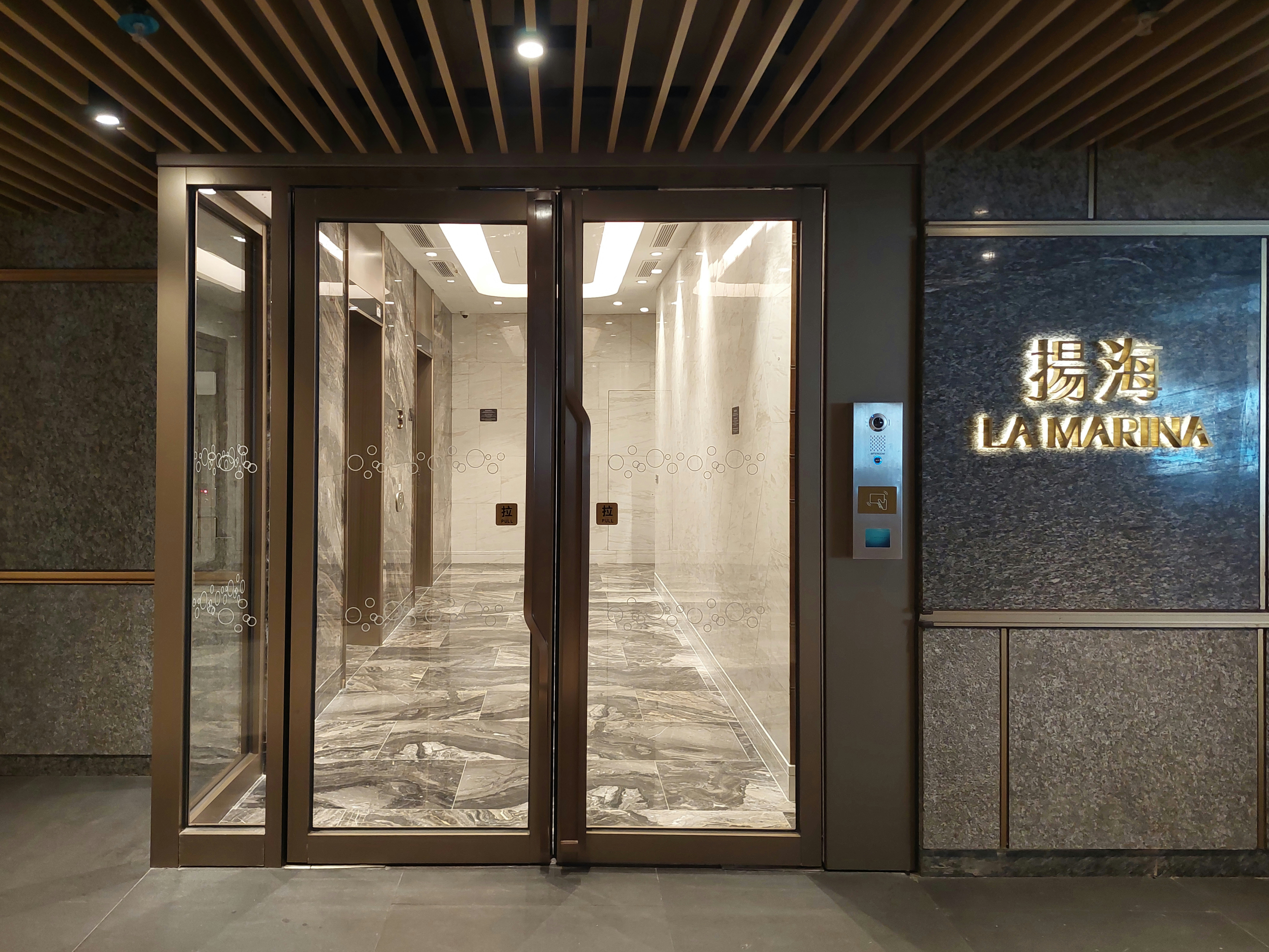
位於3樓行人通道的屋苑入口
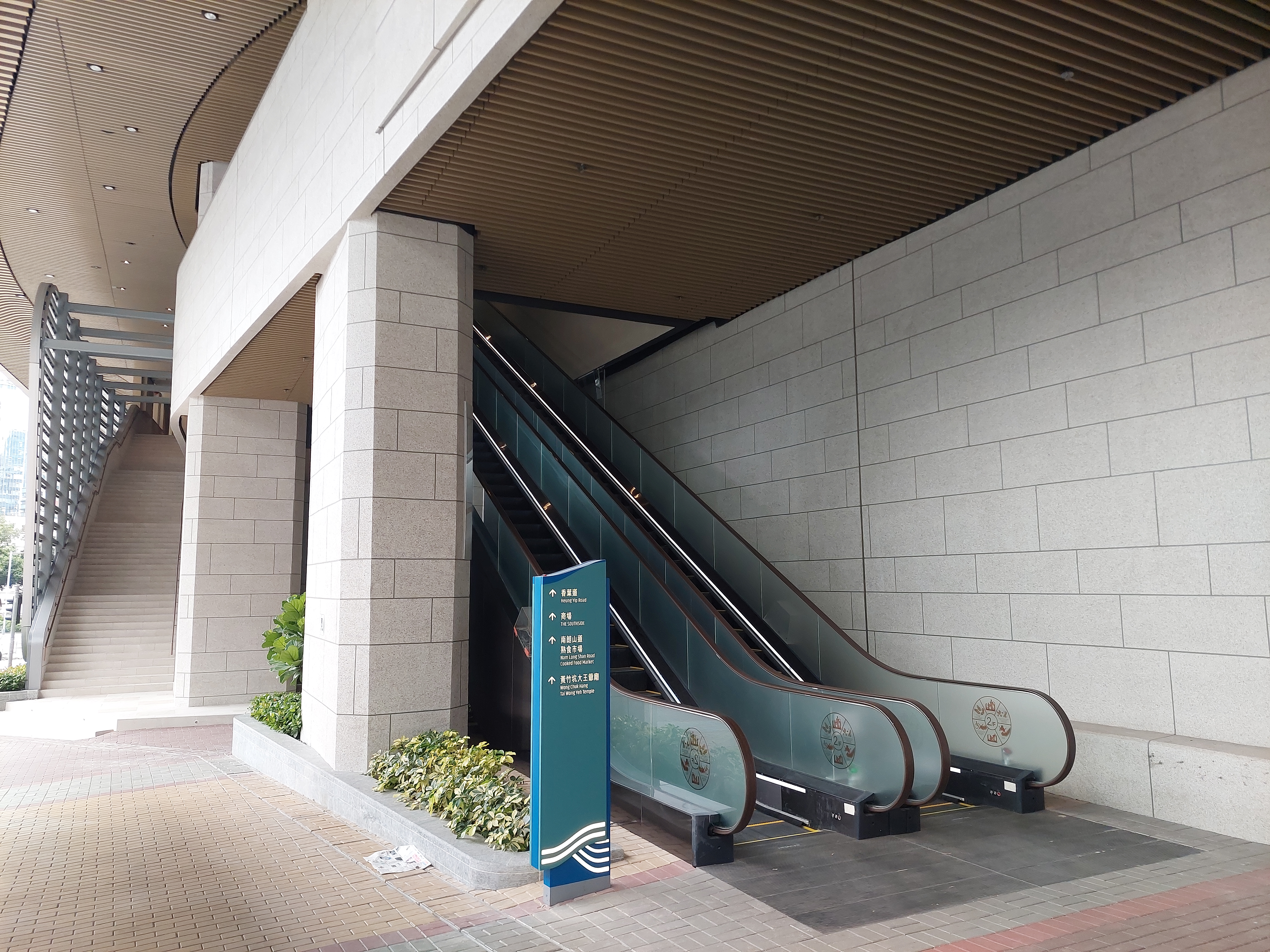
行人通道入口，可連接至港島南岸1、3期，以及港鐵黃竹坑站
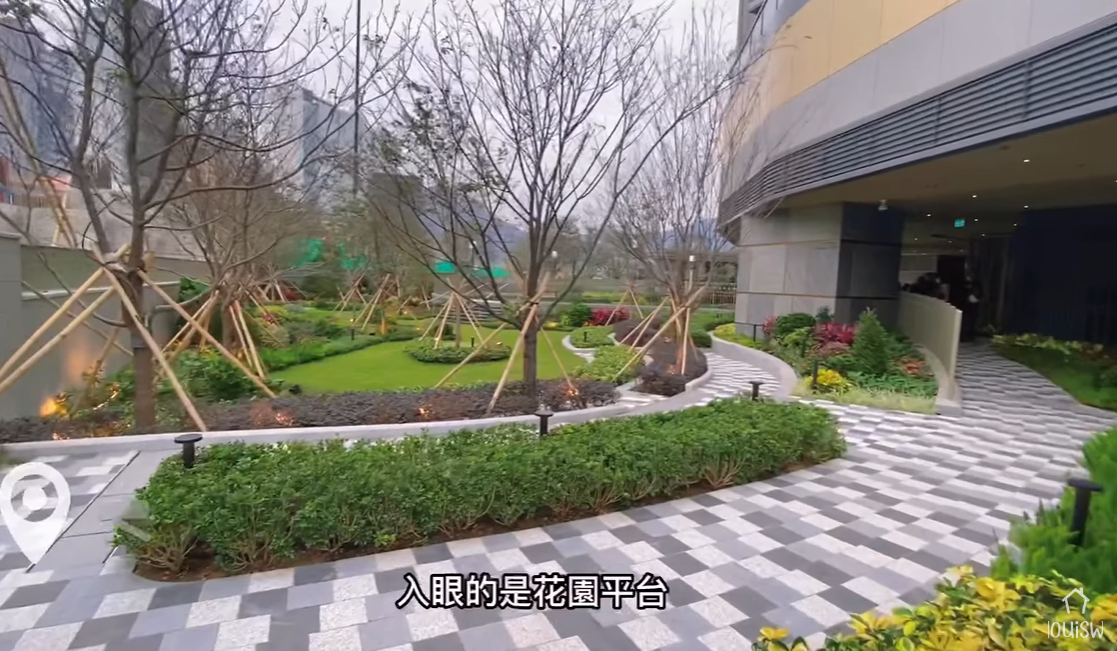
平台花園
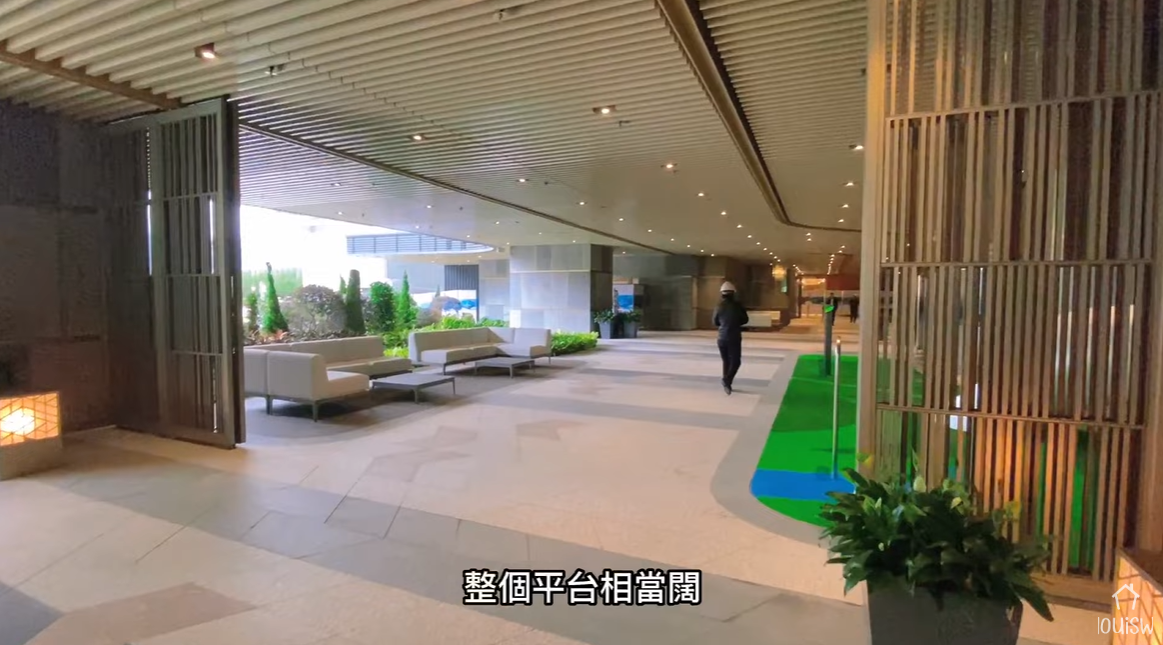
大廈平台有蓋休憩區
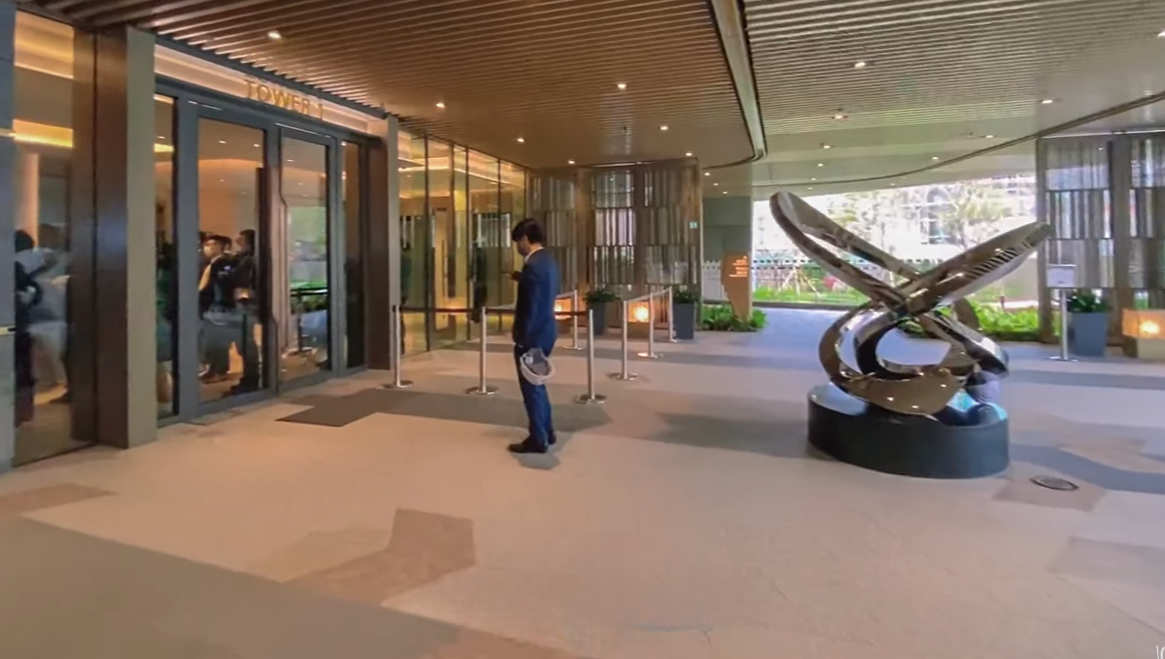
第1座大堂入口
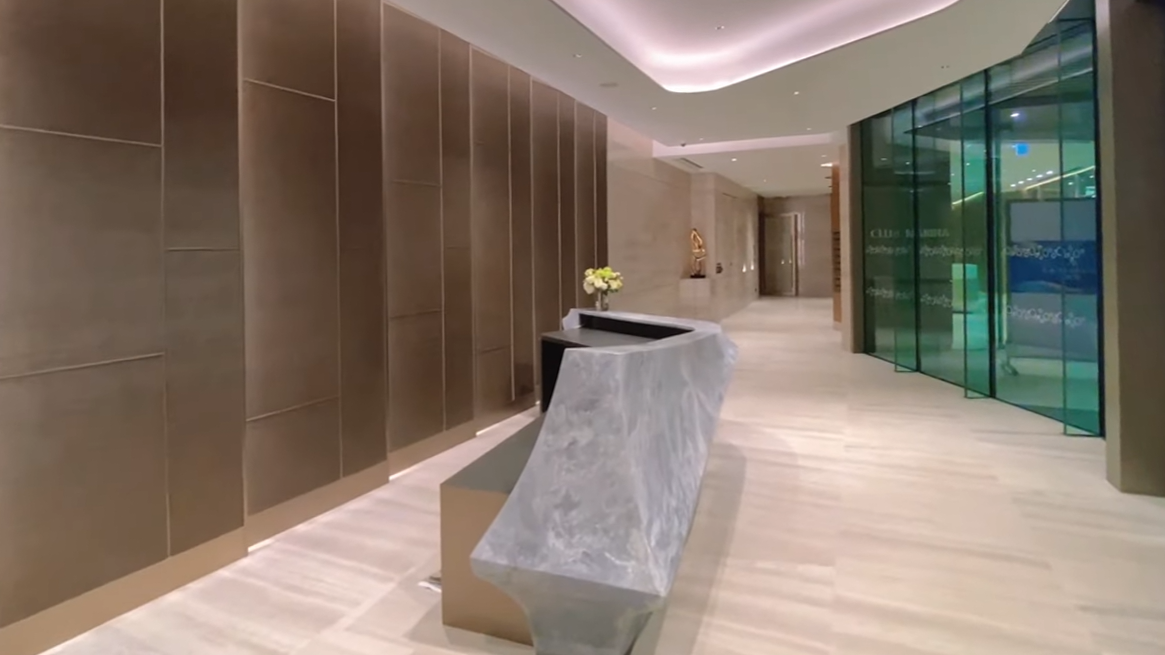
大堂內貌
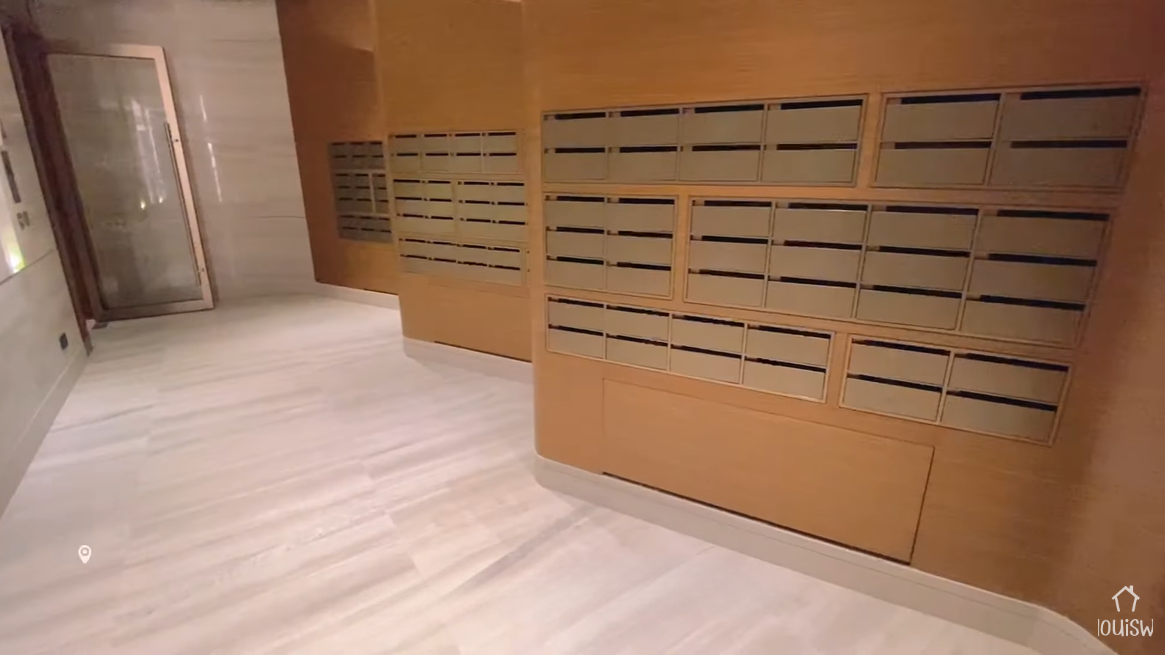
大堂信箱採用波浪形設計

## 外部連結
- 揚海官方網頁